# Газовый двигатель
Газовый двигатель — двигатель внутреннего сгорания, использующий газ в качестве альтернативного топлива: природный газ (метан), сжиженные углеводородные газы (пропан-бутан), или генераторный газ.
Как правило, газовые двигатели редко выпускаются серийно, за исключением применения их для специализированных задач в науке и технике.[уточнить]
В целом, переоборудование ДВС в газовый существенно экономит средства его владельца по причине более низкой отпускной цены на этот вид топлива.

## История
Именно газ — так называемый светильный (производился посредством пиролиза древесины, каменного угля или нефти) — стал первым топливом для ДВС; произошло это на рубеже XVIII и XIX веков. Первые попытки компримирования были предприняты также во Франции, в 1850-х годах.
В 1860-х годах инженер Этьен Ленуар разработал газовый двигатель внутреннего сгорания, работавший на светильном газе при атмосферном давлении. В 1872 году на транспорте был впервые использован двигатель на светильном газе, в 1915—1916 годах — двигатель на природном газе. Газовые двигатели того времени обеспечивали более высокую мощность, чем бензиновые, что способствовало увеличению серийного выпуска газобаллонных автомобилей и строительству газонаполнительных станций, где газовое топливо сжимали до 20 атмосфер и подавали в автомобильные баллоны. К 1940-м — 1950-м годам компримированный природный газ широко использовался в Германии, Дании, Норвегии, Румынии, Финляндии и Франции и особенно Италии, где получили распространение сменные газовые баллоны.
Популярность газового топлива снизилась с появлением недорогого энергоэффективного бензина, обеспеченного поставками нефти из стран Ближнего Востока, но нефтяной кризис 1973 года обновил интерес к газу в автомобильной промышленности.

## Классификация
В 1930-е —1940-е годы в связи с нехваткой бензина широкое распространение получили газогенераторные автомобили. На автомобиль устанавливался газогенератор, из древесных чурок производился генераторный газ. В связи с низкой калорийностью газа (состав: окись углерода и водород) эти типы двигателей ушли в прошлое.
Современные газовые двигатели имеют конструктивные различия, от незначительных до существенных, по нескольким критериям — как по типу двигателя, так и в зависимости от используемого ими конкретного вида газомоторного топлива.

### По типу двигателя

#### По типу двигателя, взятого за основу (при конструировании или переделке)
Для работы на транспорте используются газовые двигатели, переоборудованные из традиционных бензиновых, а с недавнего времени — после развития в Европе соответствующих технологий — и из традиционных дизельных.
- Из традиционных бензиновых
- Из традиционных дизельных

По причине более высокой степени сжатия дизельные двигатели более полно раскрывают потенциал газового двигателя по сравнению с бензиновыми «собратьями». Однако, переоборудование дизелей под использование газа имеет свои особенности. По причине того, что при увеличении давления в цилиндре на такте сжатия газ, в отличие от дизельного топлива, не воспламеняется, необходимо либо использование в топливо-воздушной смеси части дизтоплива в виде т. н. «запальной дозы» (от 15 до 50 %) — в этом случае речь идёт о газодизелях; либо переработка двигателя — перевод его на цикл Отто путём дооборудования дизеля системой зажигания (подобно бензиновым вариантам). Оба этих варианта на основе дизельного двигателя все больше приобретают популярность, и обещают в ближайшие годы[когда?] получить широкое распространение.

#### По типутермодинамического циклаготового газового двигателя
- Работающие по циклу Отто

Это обычный поршневой ДВС, работающий по циклу Отто (с искровым зажиганием), использующий в качестве топлива углеводороды, находящиеся при нормальных условиях в газообразном состоянии. Могут работать по 2-тактному циклу, однако 4-тактный вариант распространён больше.
При работе по тепловому циклу Отто теплота подводится к рабочему телу при постоянном объёме. Отличие от бензиновых двигателей, работающих по этому циклу — более высокая степень сжатия (около 17-ти). Объясняется это тем, что используемые газы имеют более высокое октановое число, чем бензин.
- Газодизельные

### По виду газомоторного топлива

#### По составу газа
- Метан
  - Природный газ (ископаемый метан)
  - Биометан
- Пропан-бутановая смесь, она же СУГ (Сжиженные углеводородные газы).
- Генераторный газ — газ, полученный превращением твёрдого топлива в газообразное (в качестве твёрдого топлива используются: уголь, кокс, угольные брикеты, топливные пеллеты, дрова, древесный уголь, торф и т. п.). У транспортных двигателей, используемых для работы на генераторном газе без переделки, основной причиной снижения мощности является уменьшение величины заряда рабочей смеси, поскольку добиться удовлетворительного охлаждения газа на подвижной технике затруднительно. Но эта проблема не имеет существенного значения для стационарных двигателей, где масса и габариты охладителя мало ограничены. На двигателях, специально изменённых или специально разработанных для работы на генераторном газе, посредством повышения степени сжатия и незначительного наддува газогенератора достигаются равные с бензиновыми двигателями литровые мощности.

#### По физическому состоянию
- Сжиженный
  - Сжиженный природный газ (СПГ) — метан в сжиженном виде
  - Сжиженные углеводородные газы (СУГ) — пропан-бутановая смесь (в качестве автомобильного топлива используется только в сжиженном виде), хранится в баллоне под давлением насыщенных паров (до 16 атм).

Испарённая в испарителе жидкая фаза или паровая фаза смеси ступенчато теряет давление в газовом редукторе до близкого атмосферному, и всасывается двигателем во впускной коллектор через воздушно-газовый смеситель или впрыскивается во впускной коллектор посредством электрических форсунок. Зажигание осуществляется при помощи искры, проскакивающей между электродами свечи.
- Сжатый (компрированный): Компримированный природный газ (КПГ) — хранится в баллонах под давлением 150—250 атм. Устройство систем питания аналогично системам питания сжиженным газом, отличие — отсутствие испарителя.

#### По оборудованию для использования
- С газобаллонным оборудованием (ГБО)

- - КПГ (компримированный природный газ)
  - СУГ (сжиженные углеводородные газы) — относительно высокая температура кипения пропан-бутановой смеси не требует криогенного оборудования, позволяя обходиться обычным газобаллонным.
  - АПГ (абсорбированный природный газ) — проводятся эксперименты по хранению газа в форме, когда природный газ сорбируется пористым поглотителем с высокой площадью поверхности (напр. активированный уголь) при температуре окружающей среды и относительно низком давлении (10—60 бар, то есть давление в газопроводах).
- СПГ (сжиженный природный газ) — требует криогенного оборудования
- Генераторный газ — требуется установка газогенератора.

## Применение
Эти двигатели имеют широкое применение как для транспортных средств, так и например, в электростанциях малой и средней мощности, использующих в качестве топлива природный газ (в области высоких мощностей безраздельно властвуют газотурбинные энергоблоки), что обусловлено следующими преимуществами
- Максимально полное сгорание топлива — следовательно, снижается количество вредных выбросов, что особенно важно для крупных городов, где вопросы экологии имеют первостепенное значение;
- Снижение нагарообразования на поверхности поршней цилиндров, камеры сгорания и свечей двигателей;
- Отсутствие конденсации топлива в цилиндрах двигателя (пары сжиженных газов перегреты), при этом не происходит смыва масляной плёнки с поверхности поршней и цилиндров, что значительно увеличивает срок службы двигателя;
- Высокие антидетонационные свойства газомоторного топлива по сравнению с бензином, что повышает мощность двигателя и снижает удельный расход топлива.

### Автомобили
Двигатели газовых автомобилей классифицируются по количеству видов топлива, использование которых предусмотрено конструкцией. Газовые (моно-топливные, англ. dedicated, monovalent) двигатели спроектированы непосредственно для работы на природном газе, что обеспечивает наибольшую эффективность. Как правило, автомобили с газовыми двигателями не оборудованы бензиновым баком, но иногда поддерживают использование бензина в качестве резервного топлива. Бензиново-газовые (двухтопливные, англ. bi-fuel, bivalent) двигатели позволяют использовать как газ, так и бензин. Большая часть бензиново-газовых автомобилей — машины, переоборудованные вне завода-изготовителя. Газодизельные (англ. dual-fuel) двигатели на низких оборотах потребляют больше дизтоплива, на высоких — больше газа.
Газовые и бензиново-газовые двигатели наиболее распространены на легковом и лёгком грузовом транспорте, газодизельные — на тяжёлых грузовиках.
Серийные автомобили, работающие на компримированном природном газе, выпускаются многими автомобильными концернами, включая Audi, BMW, Cadillac, Ford, Mercedes-Benz, Chrysler, Honda, Kia, Toyota, Volkswagen. В частности в сегменте легковых и лёгких грузовых автомобилей на рынке представлены Fiat Doblò 1.4 CNG, Fiat Qubo 1.4 Natural Power, Ford C-Max 2.0 CNG, Mercedes-Benz B 180 NGT, Mercedes-Benz E200 NGT, Mercedes-Benz Sprinter NGT, Opel Combo Tour 1.4 Turbo CNG, Opel Zafira 1.6 CNG Ecoflex, Volkswagen Caddy 2.0 Ecofuel и Life 2.0 Ecofuel, Volkswagen Passat 1.4 TSI Ecofuel, Volkswagen Touran 1.4 TSI Ecofuel, Volkswagen Transporter Caravelle 2.0 Bensin/Gas, Volvo V70 2.5FT Summum и другие модели.
Крупный грузовой и пассажирский транспорт, работающий на КПГ, выпускают Iveco, Scania, Volvo и другие компании.
Основные российские производители газомоторной техники — «Группа ГАЗ», КамАЗ и Volgabus. Всего на российском рынке представлено около 150 моделей газобаллонной техники, включая седельные тягачи КамАЗ, среднетоннажный «ГАЗон Next CNG», малотоннажные «ГАЗель Next CNG» и «ГАЗель-Бизнес CNG», легковые Lada Vesta, Lada Largus, модификации «УАЗ Патриот» и другие.

### Водный транспорт
Использование компримированного природного газа (КПГ) в судовой энергоустановке обладает неоспоримыми преимуществами по сравнению с дизелем (наиболее применимым, ввиду его тяговой мощности, а также дешевизны): можно полностью избавиться от выброса окислов серы, на 90 % сократить выбросы окислов азота и на 30 % уменьшить выбросы углекислого газа. Использованию этого вида топлива пока что мешает неприспособленность к нему двигателей, а также то, что природный газ требует большего (едва ли не в 4 раза) пространства для хранения.
Газовые двигатели используется как на грузовых, так и на пассажирских перевозках: на туристических судах в США (например, паром Elizabeth River I вместимостью 149 человек) и России («Москва» и «Нева-1»), Нидерландах (Mondriaan и Escher, спущенные на воду в 1994 году, Rembrandt и Van Gogh — в 2000 году).
Примеры судов на КПГ включают спущенное на воду в Аделаиде (Австралия) в конце 1980-х годов судно для перевозки известняка M.V. Accolade II, а также паромы M.V. Klatawa и M.V. Kulleet 1985 года постройки, обеспечивавшие перевозку пассажиров и автомобилей через реку Фрейзер близ Ванкувера на протяжении 15 лет.
В Канаде и Норвегии КПГ используется в смеси с дизельным топливом в силовых установках морских сухогрузов и пассажирских паромах.
Также на 2011 год в Амстердаме были на ходу 11 барж на КПГ.
В 2008 году сингапурская компания Jenosh Group спустила на воду контейнеровоз, газовые баллоны которого погружаются в стандартные 20-футовые контейнеры. В 2009—2010 гг. китайская верфь Wuhu Daijang построила 12 таких судов для эксплуатации в Таиланде и получила заказ ещё на 12 кораблей, а Jenosh Group занялась разработкой контейнеровоза с запасом хода 1500 морских миль, ориентированного на заказчиков из Индии, Пакистана, Индонезии и Вьетнама.
На 2017 год численность построенных и заказанных судов, функционирующих на природном газе, составляла всего 250 единиц.

### Авиация
Компримированный газ (КПГ) не получил распространения в качестве авиационного топлива. В 1988 году конструкторское бюро «Туполев» подняло в воздух экспериментальный Ту-155 на КПГ, который использовался для испытаний газового топлива: меньшая масса газа могла обеспечить самолёту большую полезную нагрузку. Компримированный газ имеет потенциал для малой авиации, имеющей сравнительно низкий расход топлива. Например, в 2014 году компания Aviat Aircraft выпустила двухместный Aviat Husky — первый серийный двухтопливный самолёт.

### Железнодорожный транспорт
Экологическая безопасность и экономическая целесообразность использования компримированного природного газа (КПГ) способствуют его использованию на других видах транспорта, включая железнодорожный. В 2005 году первый в мире поезд с силовой установкой на компримированном газе начал работу в центральном регионе Перу. В январе 2015 года министр путей сообщения Индии торжественно открыл движение поезда, приводимого в движение двигательной установкой на смеси дизельного топлива и КПГ, на линии между городами Ревари и Рохтак в штате Харьяна. Также в январе 2015 года поезд с газовым двигателем вышел на линию между чешскими городами Опава и Глучин.
В России выпускается тепловоз ТЭМ19, работающий на СПГ

### Ракетостроение
Разрабатываются ракетные двигатели, использующие в качестве топлива «СПГ + жидкий кислород» (данный вид двигателей имеет ряд преимуществ).

## Устройство и принцип работы газобаллонного автомобиля
Автомобиль, оснащённый газобаллонным оборудованием (ГБО), использует в качестве топлива или СУГ (сжиженные углеводородные газы, представляющие собой пропан-бутановую смесь), или КПГ (компримированный природный газ).
СУГ на автомобиле находится в баллонах под давлением до 16 атмосфер (баллон рассчитан на максимальное давление 25 атмосфер), установленных на раме, под полом салона автобуса или на его крыше, или в багажнике легкового автомобиля.
На баллоны для СУГ устанавливается специальный мультиклапан, через который производится заправка баллона и отбор газа в топливную систему двигателя. Мультиклапан является важным компонентом газобаллонного оборудования, обеспечивающим его безопасное использование. Он включает в себя:
- Заправочный и расходный вентиль
- Указатель уровня газа в баллоне. Представляет собой поплавок на рычаге, находящийся внутри баллона, и связанный с ним стрелочный индикатор либо электронную схему, передающую информацию о положении поплавка на индикатор внутри салона автомобиля
- Обратный клапан в заправочной магистрали, предотвращающий вытекание газа через неё
- Скоростной клапан в расходной магистрали, перекрывающий подачу газа при превышении его расходом некоторого порогового значения. Порог подобран так, чтобы клапан закрывался только при разрыве расходной магистрали (предотвращая, таким образом, сильную утечку газа), и оставался открытым при обычном уровне расхода газа.
- Стопорный клапан, предотвращающий наполнение баллона газом более чем на 80-90 %%. Клапан находится в заправочной магистрали и закрывается при достижении указанной степени заполнения баллона. Ограничение максимального наполнения баллона необходимо для предотвращения чрезмерного повышения давления в нём в случае нагрева (например, на солнце в жаркую погоду)

Мультиклапан также может содержать в себе предохранительный клапан (стравливает газ при высоком давлении, например при перегреве баллона), пробку из легкоплавкого сплава (не допустить взрыва баллона при пожаре, сбросить газ в атмосферу, чтобы он просто сгорел) и дополнительный вентиль для отбора в двигатель паровой фазы при запуске холодного двигателя. Однако, наличие данных компонентов в мультиклапане не обязательно.
КПГ находится под давлением до 200 атмосфер. Несколько баллонов объединены в общую магистраль, имеется общий заправочный вентиль, каждый баллон также имеет собственный вентиль.
Газ из общей магистрали поступает в испаритель (подогреватель) — теплообменник, включён в систему жидкостного охлаждения, после прогрева двигателя газ подогревается (сжиженный газ испаряется) до температуры ≈75 °C. Далее газ проходит через магистральный фильтр.
Затем газ поступает в двухступенчатый газовый редуктор, где его давление снижается до рабочего. Современные газовые редукторы обычно совмещают эти два устройства (испаритель и собственно редуктор) в едином устройстве.
Далее, газ поступает в смеситель (или в карбюратор-смеситель или в смесительную проставку под штатным карбюратором, определяется конструкцией топливной аппаратуры). В силу того, что в смесителе происходит смешивание двух газов, их конструкция существенно проще чем конструкция бензиновых карбюраторов, в которых происходит смешивание двух разных фаз — жидкой (бензин) и газообразной (воздух), из-за чего в конструкции карбюратора имеются довольно сложные системы для поддержания постоянного состава смеси при разных расходах.
Двигатели разделяются на:
- специальные (или модифицированные), предназначенные только для работы на газе, бензин используется краткосрочно при неисправности газовой аппаратуры, когда нет возможности произвести ремонт на месте;
- универсальные, рассчитанные на длительную работу как на газе, так и на бензине.

Бензобак и топливный насос на автомобилях с газовыми двигателями сохраняются.
В холодное время года запуск двигателя, работающего на сжиженном газе производится путём отбора паровой фазы, после прогрева испарителя происходит переключение на жидкую фазу. Однако, для бензиновых двигателей, переоборудованных для работе на газе, крайне рекомендуется пуск двигателя осуществлять на бензине, а на газ двигатель переключать после прогрева до температуры 40-50 °C.

## Двигатели на СПГ
Начиная с 1990-х годов появляются различные проекты использования СПГ в качестве моторного топлива на водном, железнодорожном и даже автомобильном транспорте, чаще всего с использованием переоборудованных газодизельных двигателей.
На судах СПГ как основной вид топлива используется как на грузовых, так и на пассажирских перевозках:
- первым грузовым судном стал контейнеровоз Isla Bella (спуск на воду 18 апреля 2015 года);
- первым пассажирским круизным лайнером на СПГ стал AIDAnova (спущен на воду 21 августа 2018 года)[28].

В России выпускается тепловоз ТЭМ19-001, работающий на СПГ. В США и Европе появляются проекты по переводу грузового автомобильного транспорта на СПГ.
Разрабатываются ракетные двигатели, использующие в качестве топлива «СПГ + жидкий кислород» (данный вид двигателей имеет ряд преимуществ).